# Lalitpur (huyện của Nepal)
Lalitpur (tiếng Nepal:ललितपुर) là một huyện thuộc khu Bagmati, vùng Trung Nepal, Nepal. Huyện này có diện tích 385 km², dân số thời điểm năm 2001 là 337785 người.

## Dân số
Biến động dân số giai đoạn 1952-2001:
| Năm    | 1952   | 1961   | 1971   | 1981   | 1991   | 2001   |
| ------ | ------ | ------ | ------ | ------ | ------ | ------ |
| Dân số | 133753 | 145301 | 154998 | 184341 | 257086 | 337785 |